# Film górski

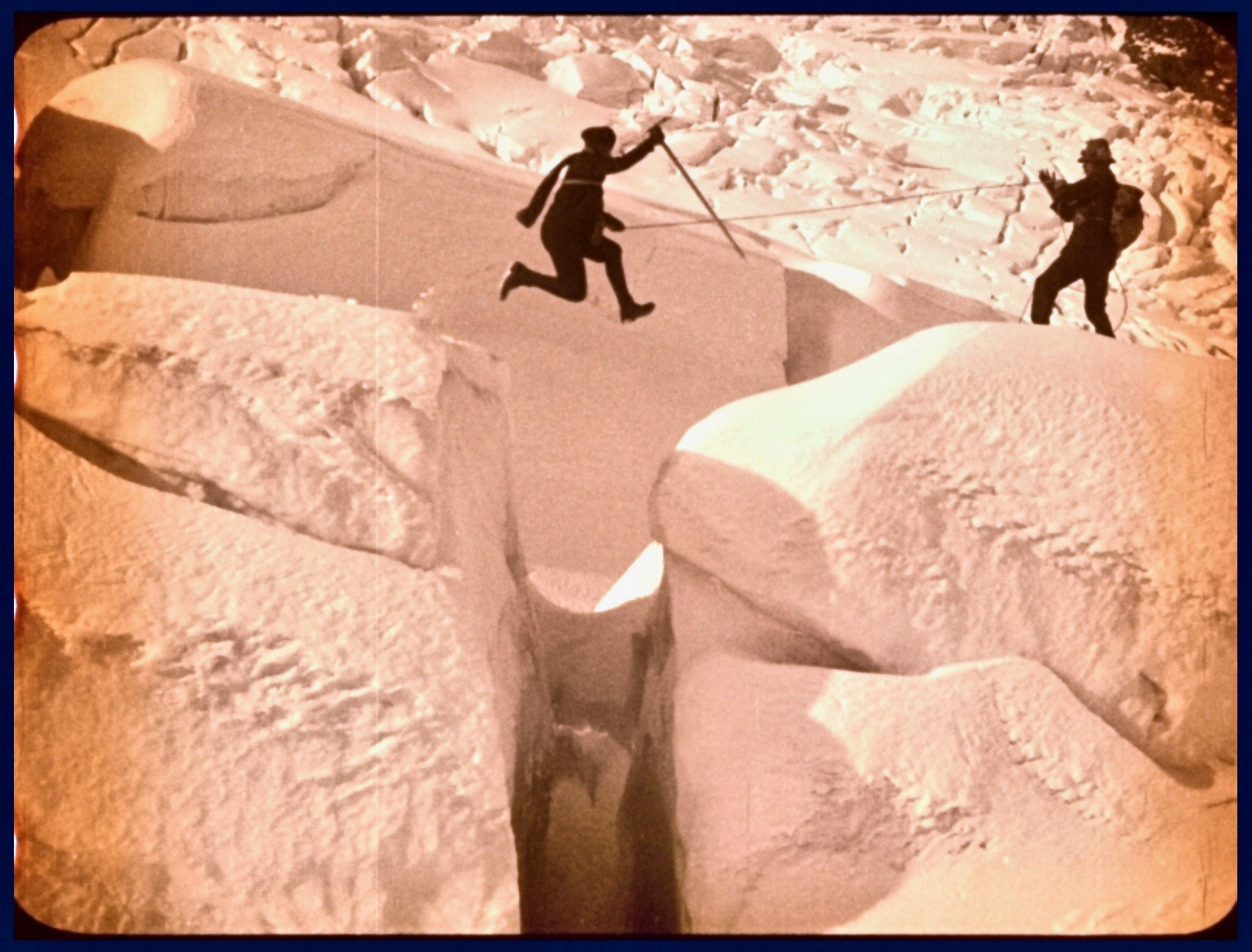
Scena z niemieckiego niemego filmu górskiego Im Kampf mit dem Berge w reżyserii Arnolda Fancka

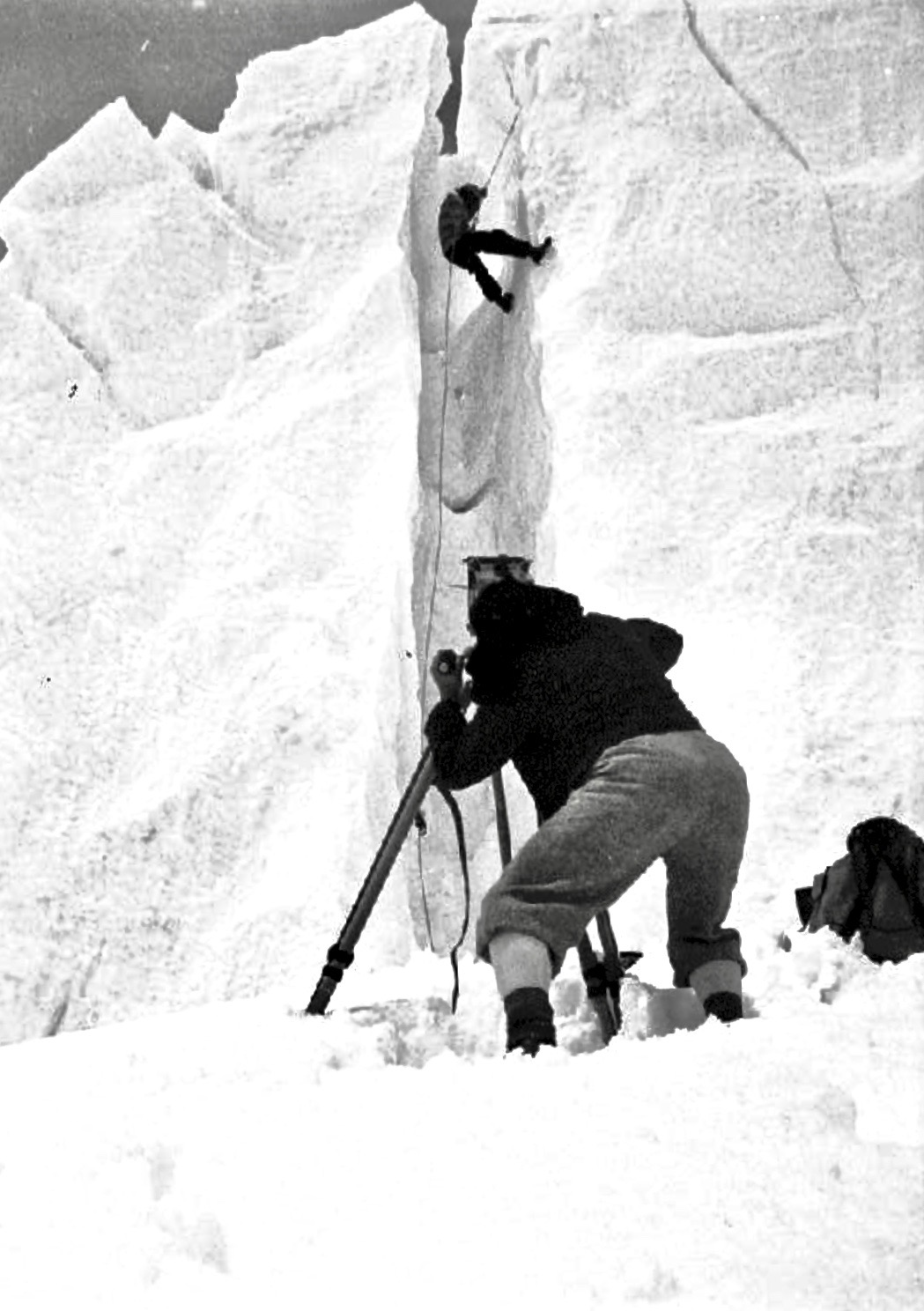
Niemiecki reżyser Sepp Allgeier kręcący jedną ze scen swojego filmu górskiego

Film górski – gatunek filmowy, w którym historia skupia się na wspinaczce górskiej i walce człowieka z siłami natury. W tego typu filmach bohaterowie powracający z gór, często są odmienieni wewnętrznie i bogatsi o nowe doświadczenia. Przykładami takich obrazów są: Na skraju przepaści w reżyserii Freda Zinnemanna, K2 w reżyserii Franca Roddama i Siedem lat w Tybecie w reżyserii Jeana-Jacques’a Annaud. 

## Bergfilme
Pierwszy film górski, przedstawiający wspinaczkę amerykańskiego alpinisty Franka Ormistona-Smitha na Mont Blanc ukazał się w 1903. Potem zaczęły powstawać kolejne, jednak ten gatunek filmu jest kojarzony przede wszystkim z niemieckimi produkcjami z lat 20. XX wieku (tak zwane Bergfilme).
Pionierem filmów górskich był Arnold Fanck. Gdy podczas I wojny światowej służył w Armii Cesarstwa Niemieckiego nabył rzadką kamerę Ernemann. Sam nauczył się jej obsługi podczas wyprawy na szwajcarski szczyt Jungfrau, a później samodzielnie zmontował nagrany film i zajął się jego dystrybucją. Wydany w 1919 obraz pod tytułem The Wonders of Skiing odniósł nieoczekiwany sukces.
Kolejne filmy Fancka również cieszyły się popularnością i pobudzały wyobraźnię wielu widzów. Tej fascynacji uległa także młoda tancerka Leni Riefenstahl, którą kontuzja zmusiła do porzucenia tańca. Zainteresowała się kinem i jego możliwościami, a pod wpływem filmu Mountain of Destiny, postanowiła skontaktować się z reżyserem i namówić go do zaangażowania jej do kolejnej produkcji. Fanck uległ tym prośbom i dał jej rolę w Świętej górze. Od tego momentu zaczęła się kariera filmowa Riefenstahl, która zagrała jeszcze w kilku filmach górskich, po czym w 1932 nakręciła własny obraz. Jej film Błękitne światło zwrócił uwagę samego Adolfa Hitlera.

## Współczesne filmy górskie
Zrealizowanie filmu, którego akcja rozgrywa się w górach, może sprawić filmowcom trudności. Zmienna pogoda, niskie temperatury, nieprzyjazne środowisko to główne przeszkody. Jednak współcześni twórcy mają o tyle łatwiej niż kiedyś, że część scen mogą nakręcić w studiu. Ponadto reżyserzy mogą stosować sztuczki filmowe i nagrywać aktorów na przykład na niegroźnych zboczach w kurortach narciarskich przeplatając to ujęciami prawdziwych i niebezpiecznych gór. W produkcjach pomagają doświadczeni alpiniści, którzy pełnią rolę konsultantów lub zastępują aktorów w trudniejszych scenach. Czuwają również, by film był logiczny dla osób, które znają się na wspinaczce i wychwytują nieścisłości.